# St. Thomas's Mount
Parangimalai (en anglès St. Thomas Mount) és un barri a un petit pujol de 68 metres a la ciutat de Txennai a l'Índia al districte de Chingleput. És un antic campament militar, a pocs quilòmetres al sud del centre de Txennai i a prop de l'aeroport de Guindy.
La població el 1901 era de 15.571 habitants. Agafa el nom de la muntanya rocosa aïllada de Sant Tomàs o Parangimalai o Parangi Malai o Bhringimalai (en tàmil, que voldria dir «turó de l'home blanc») i també se la va anomenar «Turó dels Europeus».
La muntanya està associada a Sant Tomàs que hauria estat martiritzat en aquest lloc pels bramans el 21 de desembre del 68 (altres tradicions diuen el 72). Inclou una església portuguesa dedicada a la Verge construïda el 1523 prop del lloc on el 1547 es va trobar una antiga església cristiana i una creu suposadament de Sant Tomàs.
El campament militar estava al costat oriental, al peu del turó. El 7 de febrer de 1757 s'hi va lliurar l'anomenada batalla del Mont entre el coronel Calliaud i els francesos de Lally, en què aquest darrer es va acabar retirant després d'hores de lluita, quan els britànics pràcticament havien esgotat les municions. El 20 de març de 1769 Haidar Ali es va trobar en aquest lloc amb Dupré, el membre més antic del consell de la Companyia Britànica de les Índies Orientals, i va signar el tractat de 2 d'abril de 1769, poc gloriós pels britànics. El 1774 el turó va esdevenir quarter de l'artilleria de Madras.
El 5 de febrer de 1986 el lloc fou visitat pel papa Joan Pau II.